# Тальники (Красноярский край)
Тальники — посёлок в Ужурском районе Красноярского края России. Входит в состав Малоимышского сельсовета.

## География
Посёлок расположен в 54 км к востоку от районного центра Ужур.

## История
В 1976 г. Указом Президиума ВС РСФСР поселок  отделения № 7 Андроновского совхоза переименован в Тальники.

## Население
| 2010 |
| ---- |
| 71   |